# Репьёвка-Космынка
Репьёвка-Космынка — село в Майнском районе Ульяновской области России, входит в Гимовское сельское поселение.
Расположено на берегу реки Космынки.

## История
В конце XVII века уже существовала в Симбирском уезде деревня Космынка; она принадлежала синбиренину Ивану Ананьевичу  Бекетову, который в 1702 году променял часть её Степану Парфенову Григорову. Затем, через несколько поколений, в середине XVIII столетия, эта деревня уже называлась Репьёвкой и принадлежала полковнику Петру Афанасьевичу Бекетову, который был женат на девице Ирине Ивановне Репьёвой и получил Репьёвку в приданое. 
В 1780 году село Репьевка Космынка тож, помещиковых крестьян, однодворцев, вошло в состав Тагайского уезда Симбирского наместничества.
С 1796 года — в Симбирском уезде Симбирской губернии.
Во время генеральнаго межевания, в 1796 году, в Репьёвке-Космынке было уже много помещиков: 1) вдова полковника Ирина Ивановна Бекетова (ей принадлежало 37 крестьянских дворов, 104 муж. и 104 жен.); 2) жена кол. асс. Марья Андреевна и сыновья ея, капитан Василий и гвардии сержант Василий же Николаевичи Соймоновы (у них было 30 дворов, а 67 муж. и 49 жен.); 3) капитанша Анна Даниловна Юдина (10 дворов, 20 муж. и 21 жен.); 4) прапорщик Осип Михайлович Дмитриев (7 дворов, 22 муж. и 23 жен.); 5) полковник Яков Яковлевич Тоузаков (6 дворов, 20 муж. и 21 жен.); 6) поручик Павел Петрович Сабакин (5 дворов, в них 22 муж. и жен.); 7) поручик Петр Дмитриевич Елагин (3 двора, а крестьян 30 муж. и 14 жен.); и 8) капитанша Акулина Семеновна Милюкова (1 двор, в нем 17 муж. и 10 жен.). Всего в селе было 99 дворов, а крестьян 302 муж. и 253 жен.; количество же земли, принадлежавшей перечисленным помецикам, неизвестно.
Во время специального межевания, в 1845 году, много земли, числившейся до того при селе Репьёвке-Космынке, отошло к другим, соседним селениям, а при Репьёвке осталось только два помещика: 1) удельному ведомству принадлежало 13 крестьянских дворов (29 муж и 32 жен.) и земля 391 лес. 1478 саж., и 2) у наследников поручика Василия Николаевича Соймонова: подполковника Адреяна, поручика Николая, кол. асс. Петра, губ. сек. Нила Васильевичей Соймоновых и у сестры их, жены шт. кап. Марии Васильевны Симогуловой было 1712 дес. 993 саж., и крестьянских дворов 72, в них 248 муж. и 268 жен. Удельные крестьяне впоследствии были проданы жене кол. сов. Антонине Ивановне Котляревской, а Соймоновы постепенно распродали свою землю, оставшуюся за наделом; один лишь участок Симогуловой (215 десятин) находится до сих пор во владении ея потомков: вдовы капитана Александры Сергеевны и ея сына Егора Николаевича Симогуловых. У Соймоновых купили землю: 1) в 1873 году, тайн. сов. Иосиф Петрович Гулак - Артемовский (195 десятин с усадьбою), завещавший эту землю своей жене Софье Андреевне, которая, получив ее в 1882 году, тогда же продала обществу с. Репьёвки-Космынки, и 2) в 1881  году, Буинский мещанин Платон Зиновьев Кутенин  (216 дес. 845 саж.), наследники коего продали ее, в 1895 году, местным крестьянам.
В 1859 году село Репьёвка (Космынка) была во 2-м стане Симбирского уезда Симбирской губернии. 
При освобождении крестьян (в 1861 году), в с. Репьевке-Космынке образовалось три крестьянских общества: а) бывшие М. В. Симогуловой, 45 душ получили в надел 493 дес. 1760 саж. (усадебной 9 дес. 1200 саж., пашни 479 дес. 1410 саж., и выгону 4 дес. 1550 саж.); б) бывшие Соймоновых, 158 душ, перешли на дарственный надел, а затем, в 1882 году, купили землю, как упомянуто выше, у Гулак- Артемовской и в) бывшим А. И. Котляревской, на 52 души, отвели только 163 дес. 951 саж. (усадебной 8 дес. 1409 саж., пашни 150 дес. 1322 саж., и неудобной 4 дес. 620 саж.). 
Церковь построена здесь в 1849 году во имя св. архистратига Михаила; ранее было две церкви, но когда они построены и когда уничтожены - сведений нет. Храм деревянный, теплый, построен прихожанами в 1849 г.; при нем два придела, построенные в 1883 г.: один прихожанами, а другой - Мещериновыми. Престолов в нем три: главный во имя Архистратига Божьего Михаила, в одном приделе во имя св. мучен. Петра и в другом во имя св. прор. Предтечи и Крестителя Господня Иоанна.  В 1919 году диакон и псаломщик храма были расстреляны красноармейцами. Храм в годы Советской власти утрачен, в настоящее время на его месте установлен поклонный крест.

## Население
| 2010 |
| ---- |
| 182  |

В 1990-е годы в деревню переселились жители деревни Бычковка.

## Достопримечательности
- Фундамент утраченной Михайло-Архангельской церкви (православный приходской трёхпрестольный храм) 1894 г. ( XVII — нач. XX вв.)[10]
- 16 июня 2018 года состоялась установка пятиметрового Поклонного креста, увековечивающий память новомучеников[11].
- Родник[12].

## Улицы
В селе 6 улиц: Зелёная, Молодёжная, Полевая, Почтовая, Путилова и Школьная.